# Vetor (epidemiologia)
Vetor é todo ser vivo  capaz de transmitir um agente infectante, de maneira ativa ou passiva.
Um agente infectante é qualquer parasita, protozoário, fungo bactéria ou vírus capaz de infectar um organismo. A transmissão ativa ocorre quando o vector é infectado e então infecta outra espécie de organismo. A maneira passiva ocorre quando o vetor não é infectado pelo agente infectante, mas causa a infecção de outra espécie de organismo. 

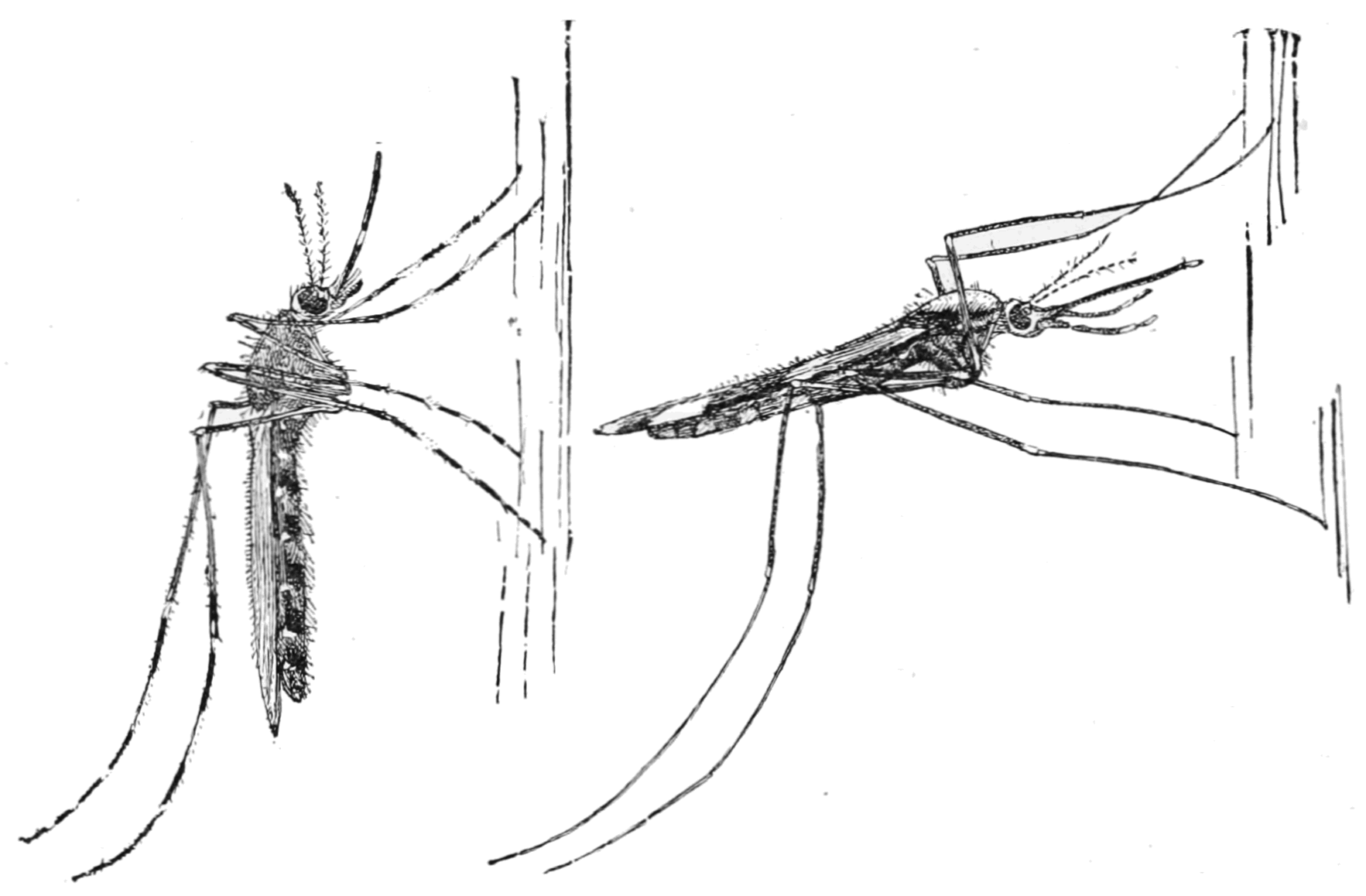
O mosquito comum (Culex) é capaz de transmitir encefalites como a causada pelo vírus do Nilo Ocidental e filaríases (à direita) e um dos transmissores da malária (Anopheles)(à esquerda)

Segundo Benenson (1983) a transmissão por vetor biológico distingue-se da mecânica ou passiva porque na transmissão ativa por vetor biológico é necessária a propagação (multiplicação), o desenvolvimento cíclico ou a combinação desses processos (ciclo propagativo) para que o artrópode (ou outra espécie de vetor) possa transmitir a forma infectante do parasito ao homem. A transmissão pode ser feita pela saliva durante a picada ou mordedura, tal como na transmissão do vírus da raiva, pela regurgitação, através de lesões por onde os patógenos possam se instalar ou pela deposição na pele de fezes (feito na transmissão do Trypanosoma cruzi pelo barbeiro (triatomíneo).
A entomologia médica estuda os insetos capazes de transmitir os parasitos entre os hospedeiros.

## Vectores mais conhecidos

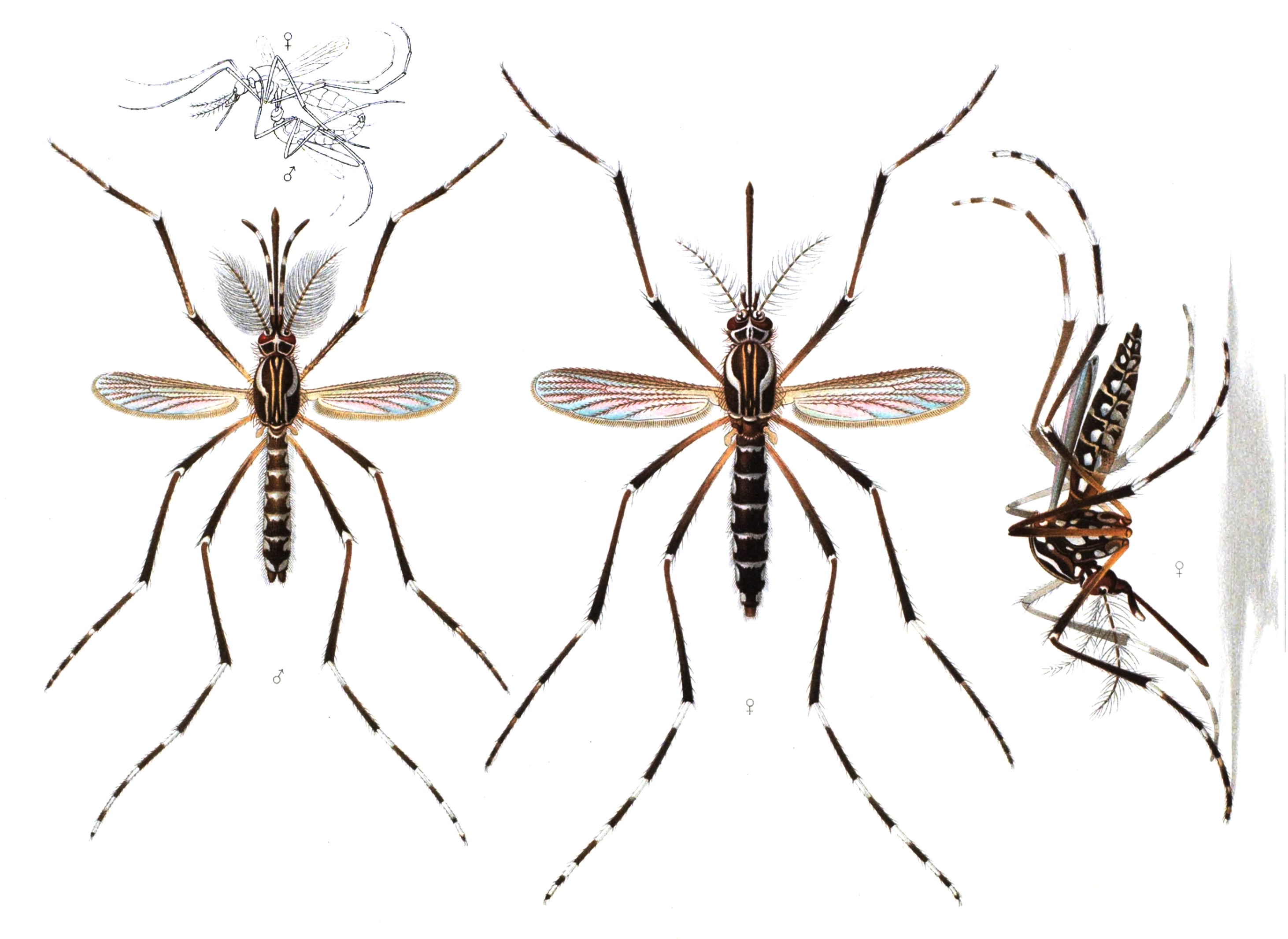
Aedes aegypti
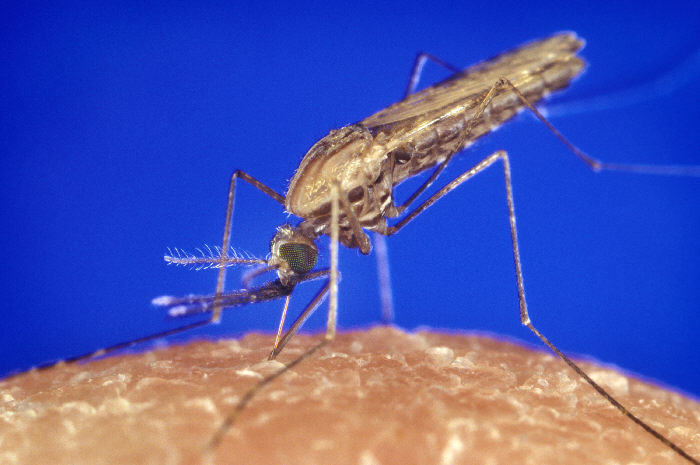
Anopheles gambiae
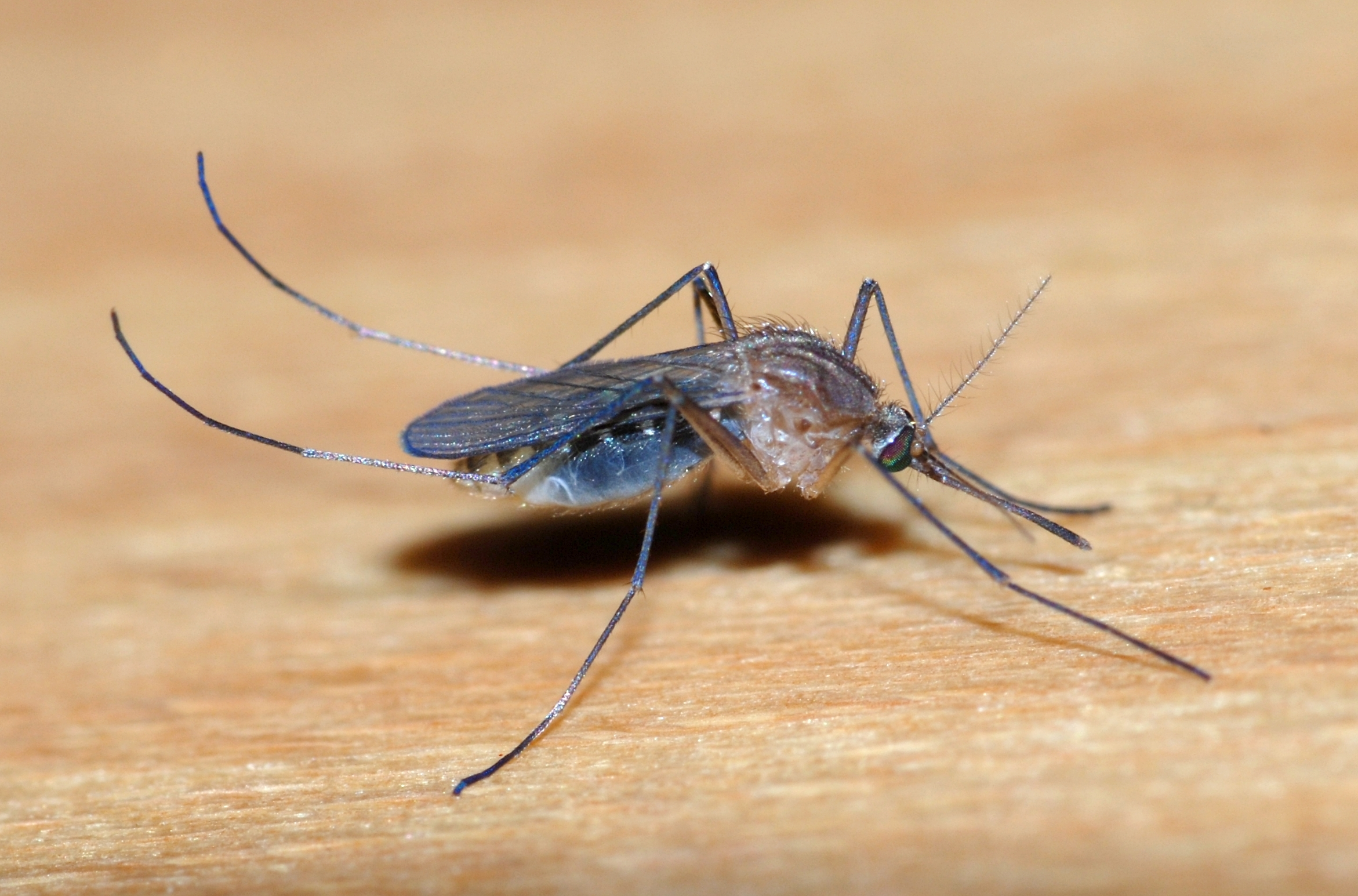
Pernilongo Culex sp.
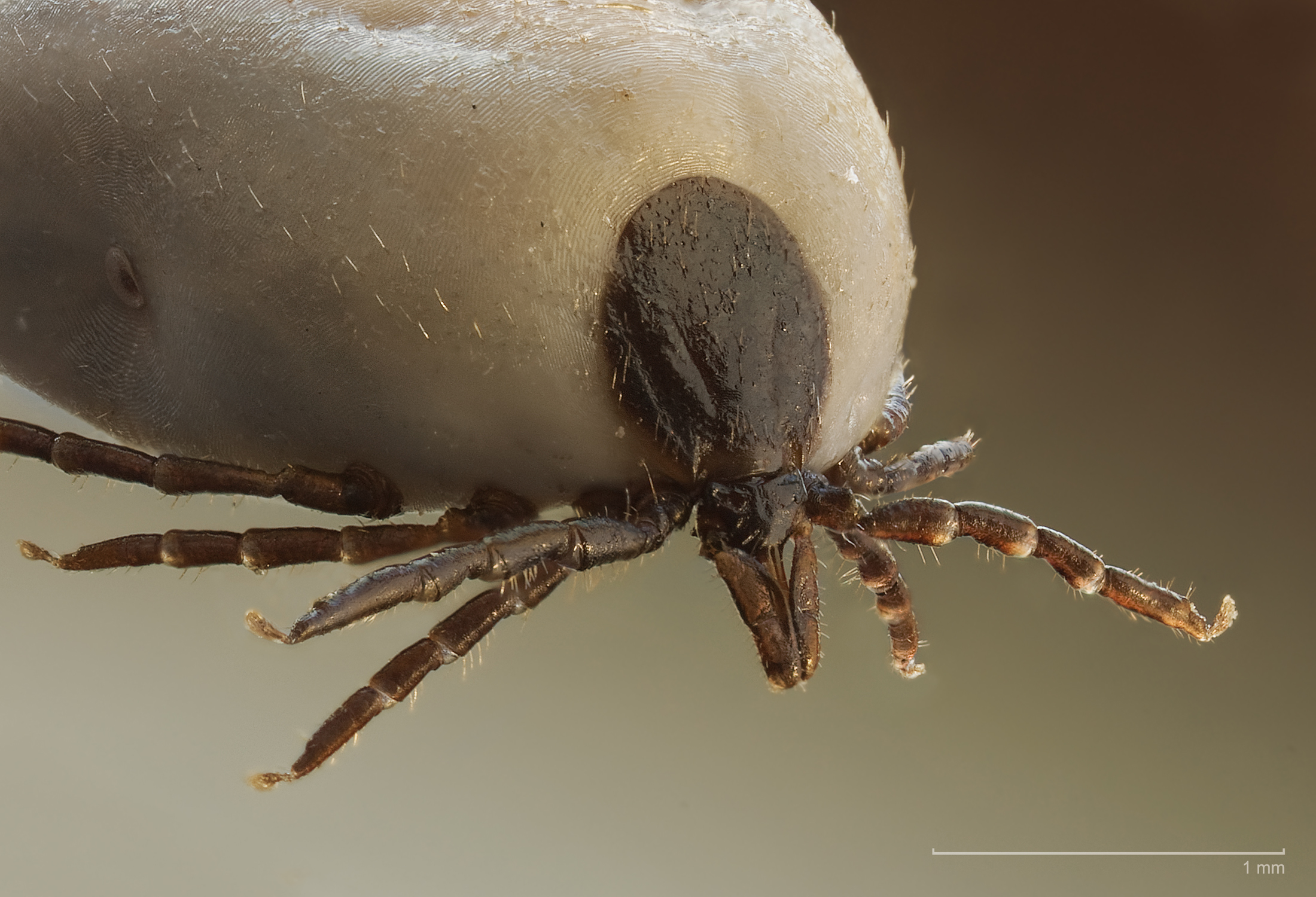
Carrapato (Ixodida)
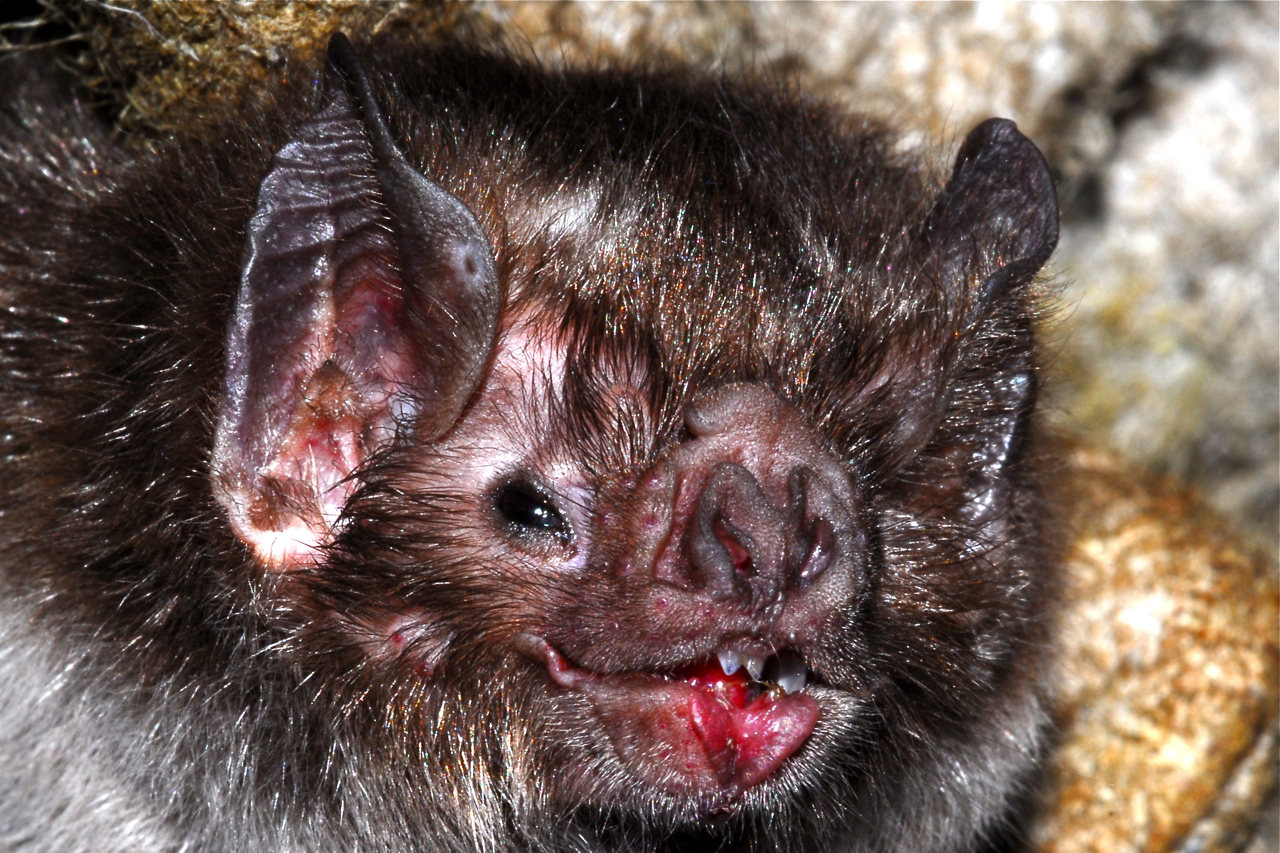
Desmodus rotundus
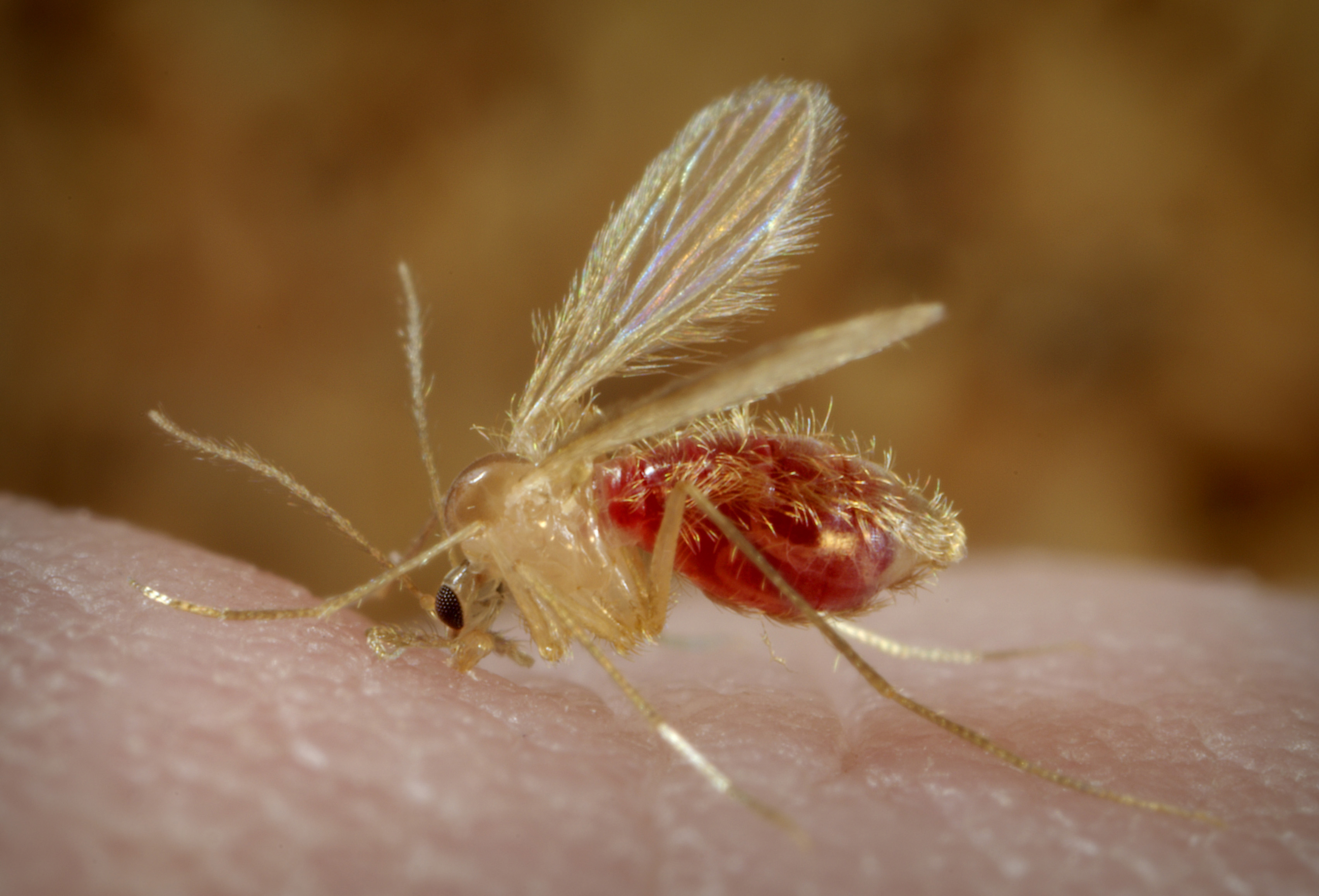
Mosquito-palha
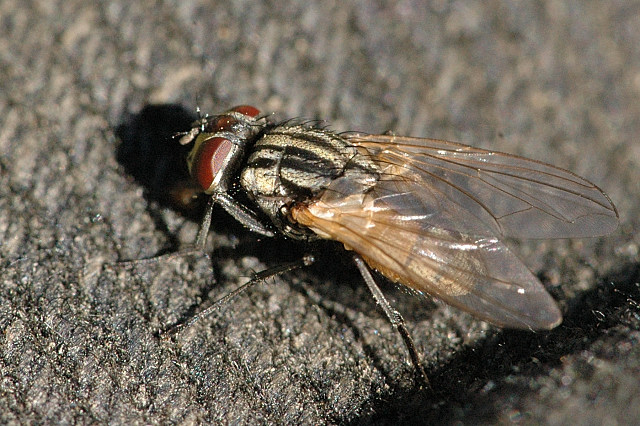
Musca domestica
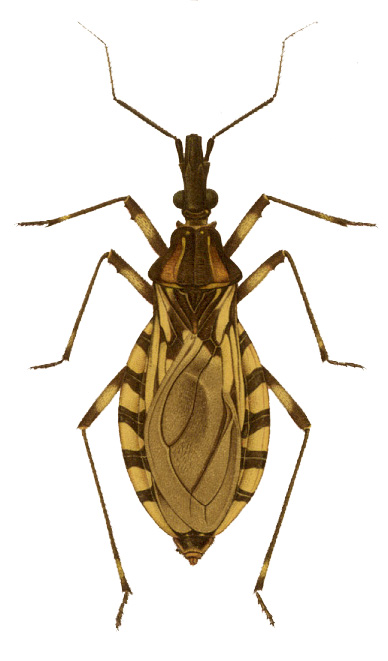
Triatoma brasiliensis
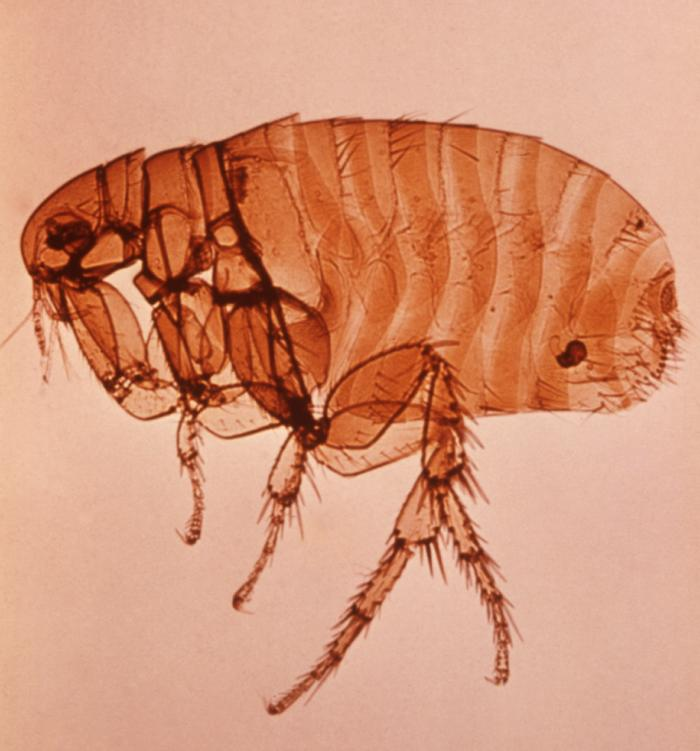
Pulga (Siphonaptera)
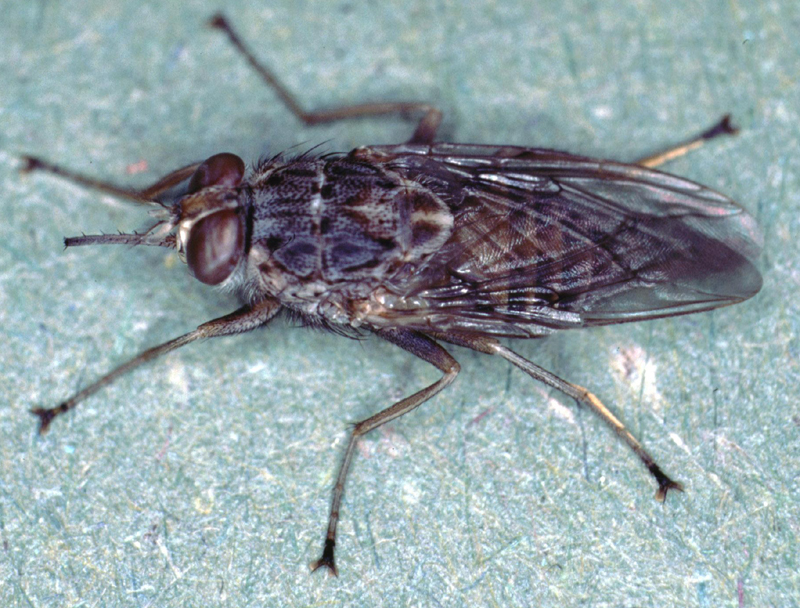
Mosca tsé-tsé
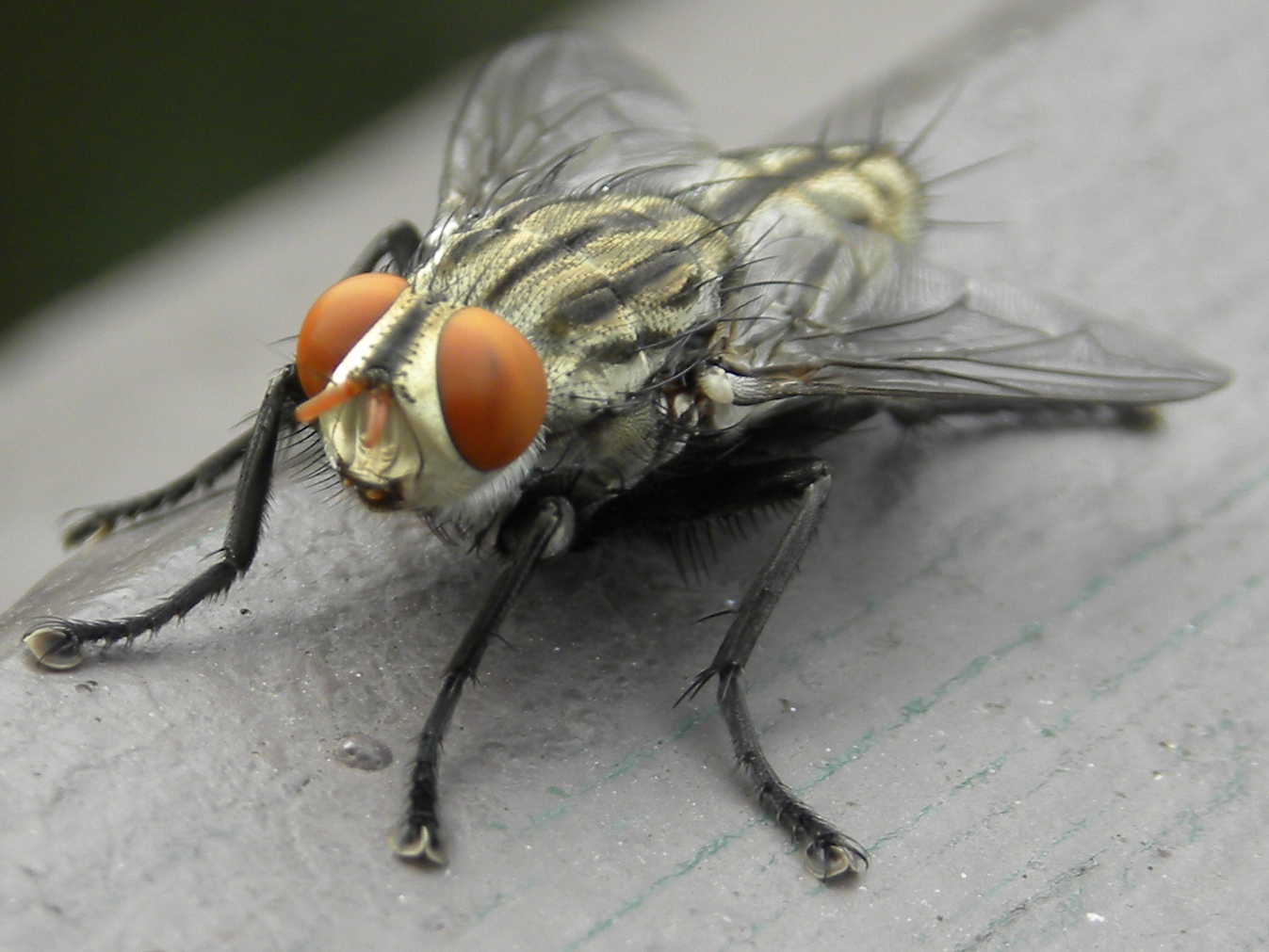
Mosca-varejeira